# Executive Council (St. Helena, Ascension und Tristan da Cunha)

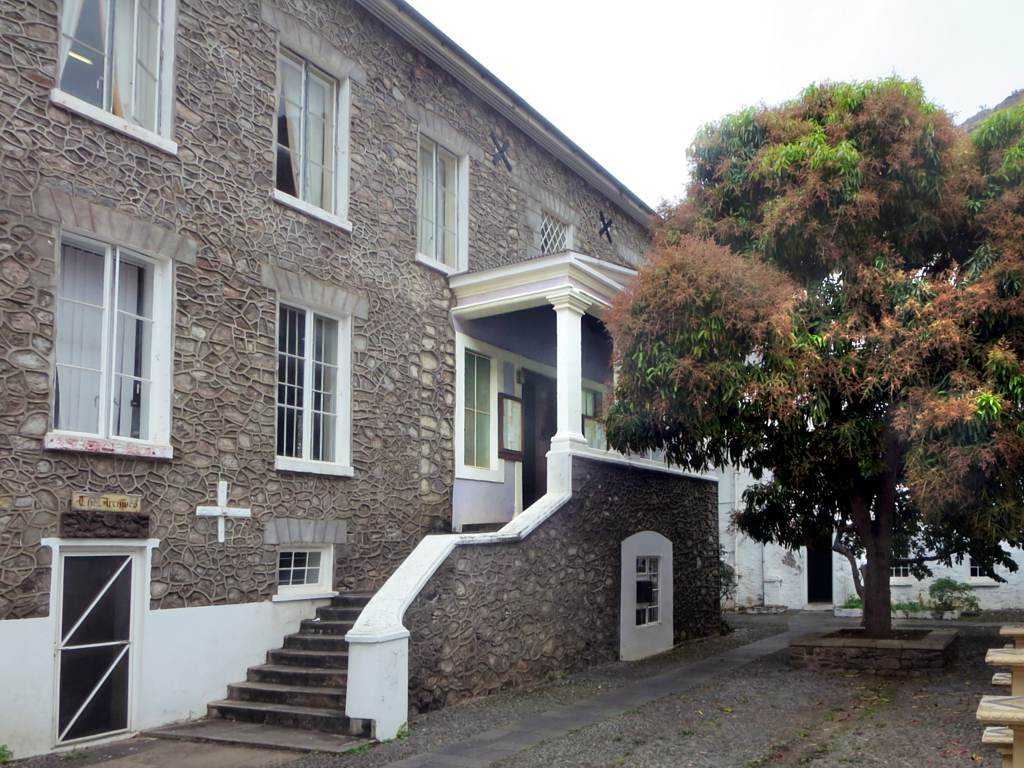
The Castle

Der Exekutivrat (englisch Executive Council) ist die Regierung des Britischen Überseegebietes St. Helena, Ascension und Tristan da Cunha. Er hat seinen Sitz, wie auch der Legislativrat, im The Castle in der Hauptstadt Jamestown.
Die Exekutiv-Gewalt geht vom britischen Monarchen aus. Dieser wird von dem von ihm ernannten Gouverneur vertreten. Gouverneur von St. Helena ist seit August 2022 Nigel Phillips, der zuvor Gouverneur auf den Falklandinseln war. Der Gouverneur residiert im Plantation House.
Bis September 2021 wurden fünf der acht Mitglieder der Regierung aus den gewählten Mitgliedern der Legislative für jeweils zwei Jahre gewählt (Kapitel 1, Abschnitt 4, Absatz 36 der Verfassung). Drei weitere Mitglieder waren ex officio. Zudem konnte der Gouverneur eine andere Person als vorübergehende Vertretung für ein verhindertes Mitglied ernennen.
Mit der Wahl auf St. Helena im Oktober 2021 wurde auf ein Ministerialsystem umgestellt. Seitdem besteht die Regierung bzw. der Exekutivrat aus einem Chief Minister (vergleichbar mit einem Premierminister), vier Fachministern und dem Attorney General. Letzterer hat kein Stimmrecht. Der Exekutivrat wird vom Gouverneur geleitet. Der Chief Secretary (Chefsekretär) oder Financial Secretary (Finanzsekretär) könnte bei Bedarf zum Exekutivrat eingeladen werden, sie sind aber keine Mitglieder des Exekutivrats. Der Chief Minister hat die Aufsicht über die Minister und kann Kabinettssitzungen mit den Ministern abhalten, um Ratschläge für den Gouverneur bei Sitzungen des Exekutivrats zu beschließen.

## Minister (seit 2021)
- Julie Thomas – Chief Minister[5] und Ministerin für Bildung
- Mark Alan Brooks – Minister für Finanzen, Infrastruktur und nachhaltige Entwicklung
- Jeffrey Robert Ellick – Minister für Sicherheit und Inneres
- Martin Dave Henry – Minister für Gesundheit und Sozialfürsorge
- Christine Lilian Scipio – Ministerin für Umwelt, natürliche Ressourcen und Planung